# Pino Palladino
Pour les articles homonymes, voir Palladino.
Giuseppe Henry Palladino, connu sous le nom d'artiste Pino Palladino, né le 17 octobre 1957 à Cardiff (Pays de Galles, Royaume-Uni), est un bassiste britannique, rock, funk et rhythm and blues. Adepte dans un premier temps de la basse fretless, il revient par la suite à sa forme classique. Enregistrant avec de très nombreux artistes depuis les années 1980, il a aussi été le bassiste de Who après la mort de John Entwistle en 2002.

## Carrière
Sa carrière débute réellement dans les années 1980. Il joue dans les groupes de Paul Young, David Gilmour, ou encore dans Tears for Fears.
Dans les années 1990, il joue notamment avec Elton John, Eric Clapton, Erykah Badu, Jill Scott, Zucchero, Jean-Jacques Goldman, Stephan Eicher et Jeff Beck.
Le 11 janvier 2000 sort Voodoo, le second album de l'artiste neo soul D'Angelo. Pino Palladino joue la basse sur chacune des chansons de l'album, excepté The Root.
En 2003 et 2004, il fait partie du groupe accompagnant la tournée de Simon and Garfunkel, avec le John Mayer Trio, et le batteur Steve Jordan. Ce groupe, qui mise sur des chansons de John Mayer mais également des reprises de Ray Charles ou Jimi Hendrix, sortira en 2005 l'album live Try!
À la mort de John Entwistle des Who, Palladino accompagne le groupe et enchaîne avec ce dernier de nombreux concerts. Il enregistre quelques parties de basse sur Endless Wire en 2006.
En mai 2011 il entre en studio avec le groupe français Revolver. Il enregistre avec les trois musiciens leur dernier EP, Parallel Lives.
Il entre dans la formation live de Nine Inch Nails en 2013 et 2014 pour la tournée mondiale Tension.
Son fils, Rocco Palladino, est également bassiste et est principalement connu pour avoir joué avec de nombreux musiciens britanniques comme Yussef Dayes, Alfa Mist ou encore Tom Misch.
Sa fille, Fabiana Palladino, est une multi-instrumentiste, autrice et chanteuse. Elle a sorti son premier album éponyme le 05 avril 2024.

## Équipement
Dans les années 1980, Pino Palladino utilise principalement, et notamment avec Paul Young, une basse MusicMan Stingray fretless.
Par la suite, son instrument favori sera une Fender Precision Bass de 1962, en couleur Fiesta Red.
Il équipe ses basses de cordes filets plat Thomastik Infeld.
Après avoir longtemps joué sur amplificateurs Ashdown et des baffles Epifani, il utilise aujourd'hui un Ampeg SVT-VR et un baffle Ampeg SVT-810AV.

## Discographie
Paul Young
- 1983 No Parlez (Columbia)
- 1985 The Secret of Association (Columbia)
- 1990 Other Voices (Columbia)

David Knopfler
- 1983 Release (Peach Tree)
- 1985 Behind the Lines (Paris)
- 1987 Cut the Wire (Paris)

Don Henley
- 1984 Building the Perfect Beast (Geffen)
- 1989 The End of the Innocence (Geffen)

Go West
- 1985 Go West, (Chrysalis)
- 1987 Dancing on the Couch (Chrysalis)

Elton John
- 1985 Ice on Fire (Rocket/Geffen)
- 1992 The One (Rocket/MCA)

John Mayer
- 2005 Try!
- 2006 Continuum
- 2007 "Where the Light is (John Mayer live album and video)"
- 2017 The Search for Everything

Jeff Beck
- 1999 Who Else! (Epic)
- 2006 Official Bootleg USA '06
- 2010 Emotion & Commotion

D'Angelo
- 2000 Voodoo (Virgin)
- 2014 Black Messiah (album) (RCA)

The Gaddabouts
- 2011 The Gaddabouts
- 2012 Look Out Now!

Collaborations
- 1980 Joanna Forte, (Eagle/CBS Europe)
- 1982 Gary Numan, I, Assassin (Beggars Banquet)
- 1983 Nick Heyward, North of a Miracle (Arista
- 1983 David Gilmour, About Face (Harvest)
- 1985 Pete Townshend, White City: A Novel (Atco)
- 1986 Chris Eaton, Vision (Reunion)
- 1986 Chris de Burgh, Into the Light, (A&M)
- 1989 Tears for Fears, The Seeds of Love (Fontana)
- 1989 Phil Collins, ...But Seriously (Warner Music Group)
- 1990 Giovani Jovanotti, Jovanotti (Mercury Records) - Aussi présents sur l'album, Billy Preston et Keith Emerson
- 1990 The Christians, Colours (en) (Island)[3]
- 1990 Oleta Adams, Circle of One (Fontana)
- 1990 Mike Lindup Changes (Polydor)
- 1991 Stephan Eicher Engelberg (Barclay)
- 1992 Mango, Come l'acqua, (Fonit Cetra)
- 1993 Melissa Etheridge, Yes I Am, (Island)
- 1993 Stephan Eicher, Carcassonne (Virgin)
- 1996 Richard Wright, Broken China
- 1997 Steve Lukather, Luke (Columbia) [4]
- 1999 Manu Katché, Stick Around (Zildjian)[5]
- 2000 Richard Ashcroft, Alone with Everybody (Hut)
- 2000 Erykah Badu, Mama's Gun (Motown)
- 2001 Zucchero, Shake (Polydor)
- 2006 The Who, Endless Wire (Polydor)
- 2006 J.J. Cale and Eric Clapton, The Road to Escondido (Reprise)
- 2010 Alain Clark, Colorblind (Warner Music Group)
- 2011 Robbie Robertson, How to Become Clairvoyant (429 Records)
- 2011 Adele, 21 (XL)
- 2013 Nine Inch Nails, Hesitation Marks (Columbia)
- 2016 John Legend, Darkness and Light (Columbia)
- 2017 Ed Sheeran, ÷ (Asylum)
- 2019 The Who, Detour (Polydor)